# Mort d'Alexis de Villeneuve
Alexis de Villeneuve a été tué par balle le 25 mai 1946 dans le centre-ville de Saint-Denis de La Réunion, le chef-lieu de ce département d'outre-mer de l'océan Indien. Il s'agit d'un événement majeur de l'histoire de La Réunion puisque la mort brutale du chef de file du Mouvement républicain populaire ouvre une longue période de tensions politiques, ainsi qu'une controverse toujours en cours quant à l'identité du tueur.

## Prémices
En mai 1946, se tient la campagne électorale concernant les élections législatives qui doivent renouveler l'assemblée constituante de 1945. Le candidat sortant, Raymond Vergès, maire de Saint-Denis, du Comité républicain d'action démocratique et sociale (CRADS), haut membre du Parti communiste français, est opposé à Alexis de Villeneuve, maire et conseiller général de Saint-Benoît, du Mouvement républicain populaire (gaulliste).
Le contexte politique se tend rapidement sur l'île : le 24 mai, Marcel Vauthier, allié de De Villeneuve, échappe à un attentat. Un ancien gendarme lui tire dessus, mais son arme s'enraye. Le gouverneur de l'île André Capagorry décide de convoquer le 25 mai les différents candidats afin de calmer les esprits ; en début d'après-midi, ceux-ci s'engagent à ne plus troubler les rassemblements concurrents,.

## Déroulement
À la suite de cette réunion, Alexis de Villeneuve participe à un meeting électoral près de la cathédrale de Saint-Denis, dans une rue qui portera plus tard son nom, qui commence à 16h30. Il est accompagné de Vauthier, de Jean Chatel (ancien maire de Saint-Denis). Dès leur arrivée sur la place de la cathédrale, une contre-manifestation menée par Paul Vergès, fils de Raymond, Roger Bourdageau et Émile Quessoy, et comprenant principalement des employées municipales, déclenche un fort tintamarre et perturbe fortement le rassemblement électoral. De Villeneuve demande aux forces de l'ordre, présentes sur place, d'éloigner ses opposants, qui entendent l'empêcher de parler. Dans la bagarre qui s'ensuit entre les manifestants communistes et les partisans gaullistes, de Villeneuve est blessé mortellement de plusieurs balles. Il meurt peu après.
Les policiers arrêtent rapidement un fugitif, Raymond Orre, qui a sur lui un pistolet automatique. Les responsables de la contre-manifestation sont eux arrêtés dans la soirée, les témoins directs les désignant comme auteurs ou complices des coups de feu. L'enquête montre rapidement que l'arme retrouvée sur Orre est enregistrée au nom de Raymond Vergès.

## Conséquences et procès
Le gouverneur décide de la dissolution du conseil municipal de Saint-Denis et du report des élections législatives. Il conseille également de faire juger les suspects en métropole, afin d'éviter les débordements. Raymond Vergès utilise également ses appuis pour faire dépayser le procès : le parti communiste, et peut-être le Grand Orient de France influencent tous deux la décision du conseil des ministres sur ce point.
Maurice Kriegel-Valrimont, dans L'Humanité, présente le meurtre comme une provocation émanant du gouverneur, et surtout de son secrétaire général, Jean Rivière, qui a servi l'État français au Cameroun.
Paul Vergès, Roger Bourdageau et Raymond Orre sont donc transférés en métropole, et jugés aux assises de Lyon en juillet 1947. Selon le chroniqueur judiciaire du Méridional, de Villeneuve a été tué à bout portant, soit directement par Paul Vergès, soit par Orre et Bourdageau. Les témoins les pointent tous les trois comme ayant eu l'arme en main. Le jugement a lieu le 23 juillet 1947 : Paul Vergès est reconnu coupable d'avoir « volontairement porté des coups et fait des blessures au Sieur de Villeneuve […] sans intention de donner la mort » avec circonstances atténuantes ; Roger Bourdageau est reconnu coupable de coups et blessures sur la personne de Charles Séverin.
Paul Vergès est condamné à 5 ans de prison avec sursis ; il est ensuite gracié par la loi d'amnistie du 6 août 1953,.

### Suites politiques
Concernant Raymond Vergès, la mort de De Villeneuve lui coûte aussi bien son siège de député, conquis en juin par Marcel Vauthier, que son siège de maire de Saint-Denis, remporté lui en juillet par Jean Chatel. Raymond Vergès récupère toutefois son siège de député aux élections de novembre de la même année.
Quant à Paul Vergès, il est élu aux élections législatives de 1956 en tant que député de La Réunion, succédant ainsi à son père qui prend sa retraite politique.
Une rumeur fait également porter la responsabilité des tirs sur Jacques Vergès, frère de Paul.